# Méricourt (Pas-de-Calais)
Méricourt – miejscowość i gmina we Francji, w regionie Hauts-de-France, w departamencie Pas-de-Calais.
Według danych na rok 1990 gminę zamieszkiwało 12 330 osób, a gęstość zaludnienia wynosiła 1637 osób/km² (wśród 1549 gmin regionu Nord-Pas-de-Calais Méricourt plasuje się na 58. miejscu pod względem liczby ludności, natomiast pod względem powierzchni na miejscu 482.).